# Hindoestan (regio)

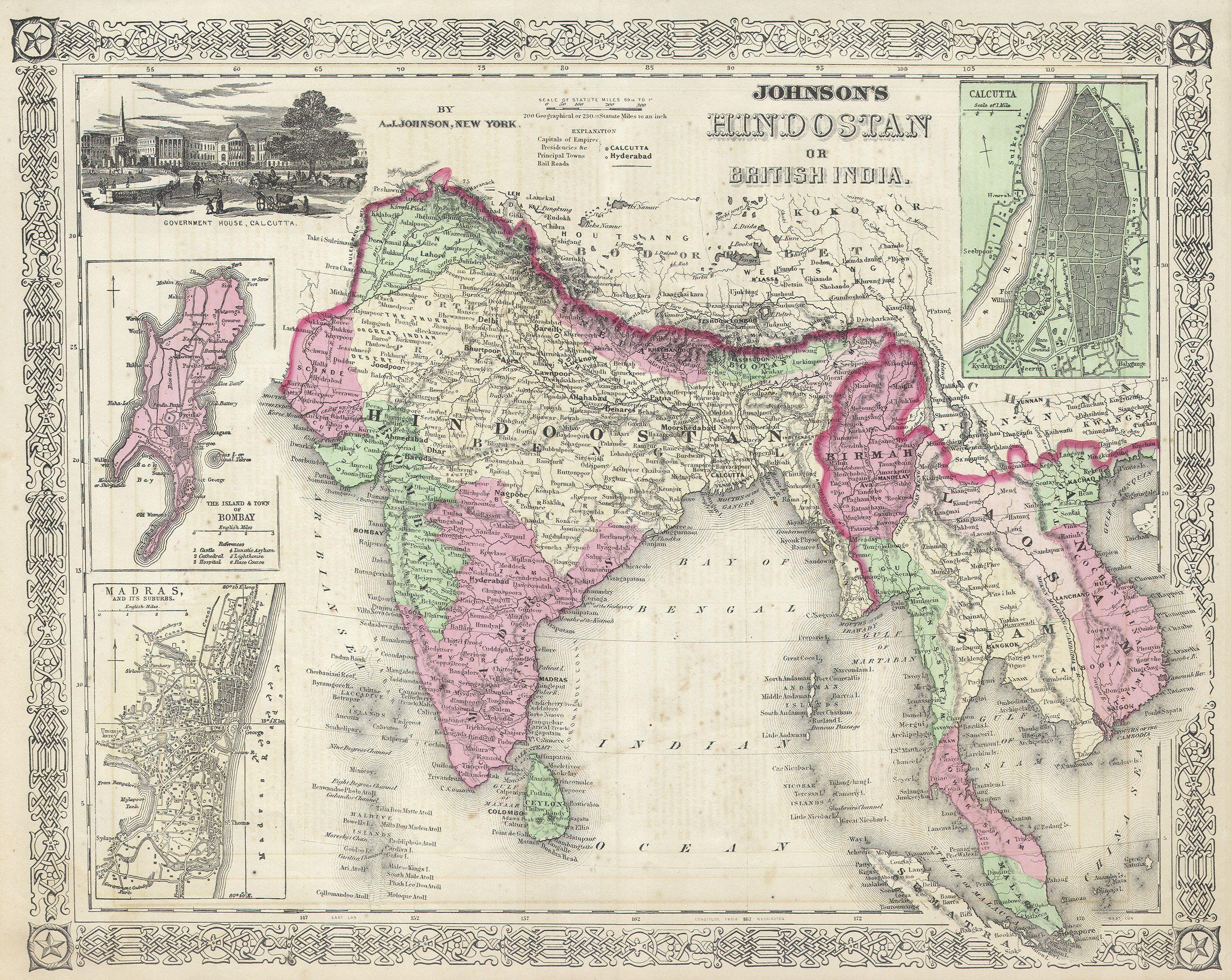
Johnsons kaart Hindostan or British India uit 1864

Hindoestan of Hindustan (Hindi: हिन्दुस्तान, Urdu: ہندوستان) is de historische benaming, in het Perzisch, voor het Indisch Schiereiland of het noorden van het Indisch subcontinent. Tegenwoordig wordt deze benaming soms ook wel gebruikt als een van de onofficiële namen voor de Republiek India.
Ook wordt de Indus-Gangesvlakte wel Hindoestan genoemd.